# Kaplica Chrystusa w Ciemnicy w Moszczenicy
Kaplica Chrystusa w Ciemnicy w Moszczenicy – drewniana kaplica poświęcona Męce Pańskiej, zbudowana około 1680, znajdująca się na cmentarzu parafialnym Moszczenicy.
W 1948 wpisana na listę zabytków i znajduje się na szlaku architektury drewnianej województwa małopolskiego.
Na terenie polskich Karpat to jedyna zachowana drewniana kaplica poświęcona Męce Pańskiej.

## Historia
Kaplica powstała około 1680 na starym cmentarzu. Na obecne miejsce została przeniesiona. Była odnawiana w latach 1966-68. Wtedy też odnowiono polichromię.

## Architektura i wyposażenie
Ten niewielki obiekt wzorowany na murowanych kaplicach renesansowych posiada podobny układ jak kaplica św. Małgorzaty w Krakowie. Zbudowana na rzucie sześciokąta, konstrukcji zrębowej, zwieńczona dachem namiotowym z latarnią. Ściany i dach pokryte gontem. W ścianach dwa okrągłe okienka, w wejściu portal zwieńczony łukiem o wykroju w tzw. ośli grzbiet.
Jednoprzestrzenne wnętrze nakryte stropem płaskim. Ściany pokrywa polichromia w stylu baroku ludowego ze scenami Męki Pańskiej z około 1680. W wyposażeniu znajduje się obraz Chrystus w Ciemnicy z Matką Boską Bolesną z przełomu XVII i XVIII w. oraz barokowa rzeźba Chrystus u słupa z XVIII w.

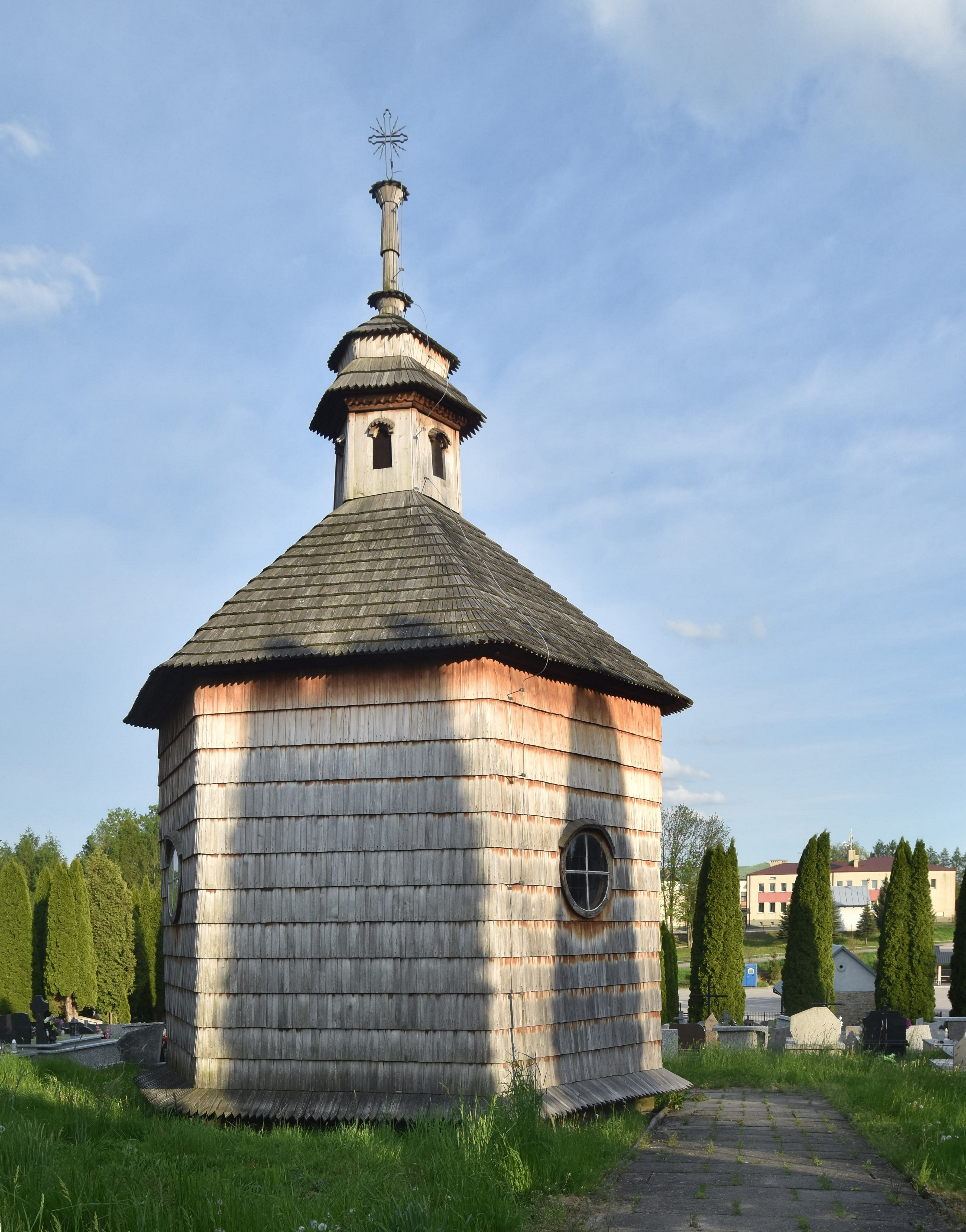
Elewacja boczna
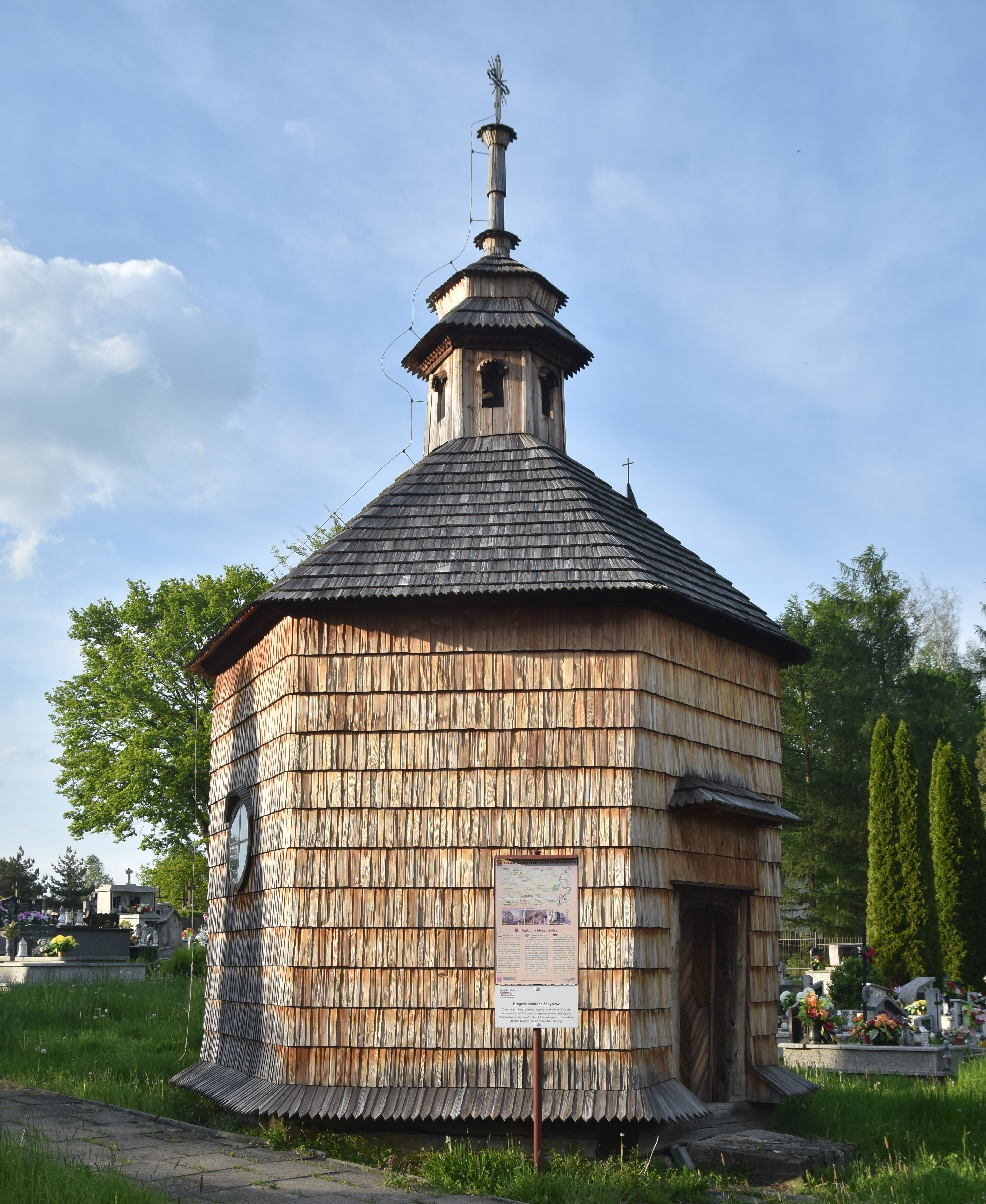
Elewacja boczna
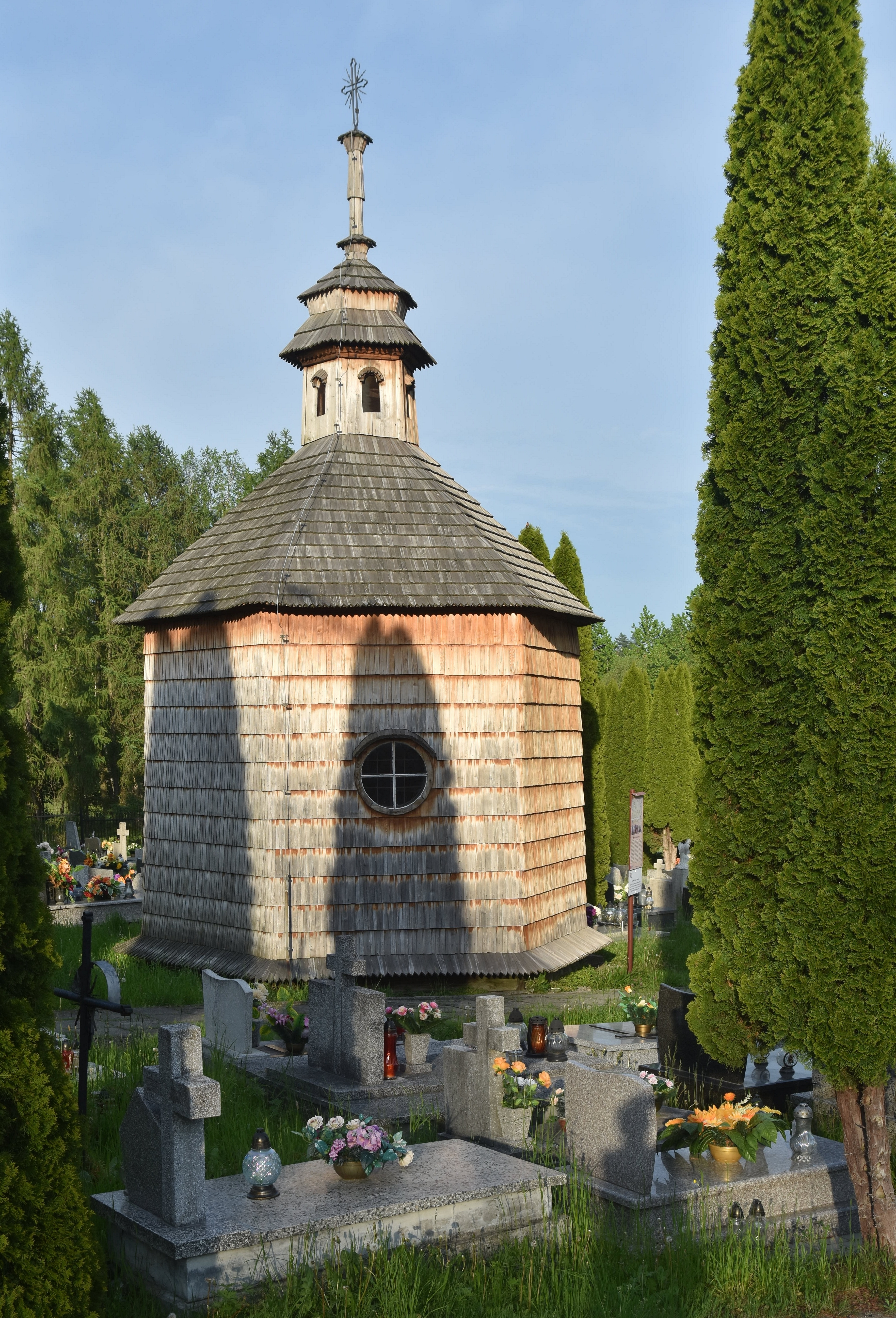
Elewacja tylna
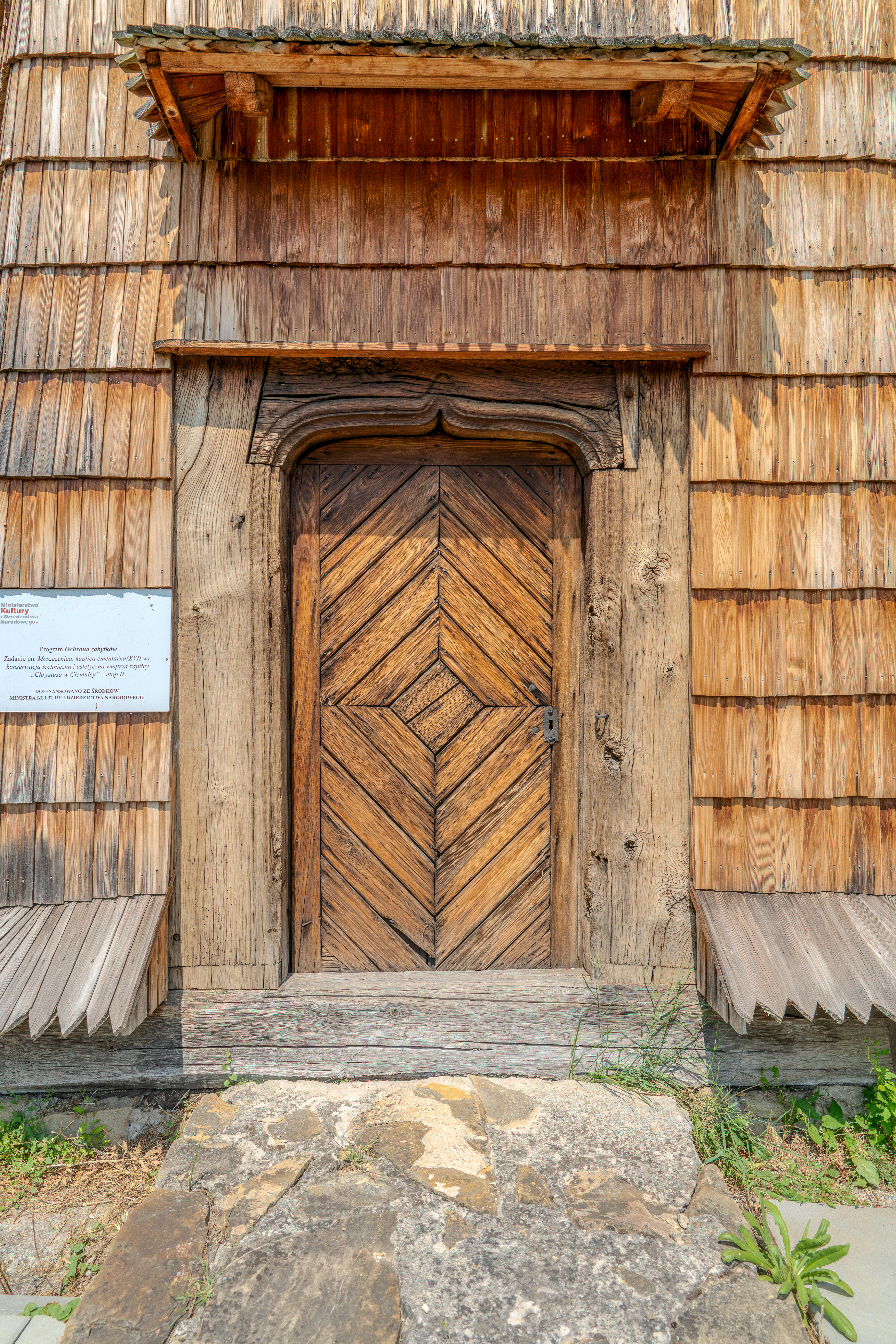
Portal